# Trinidad och Tobago i olympiska sommarspelen 2008
Trinidad och Tobago i olympiska sommarspelen 2008 bestod av idrottare som blivit uttagna av Trinidad och Tobagos olympiska kommitté.

## Bordtennis
- Huvudartikel: Bordtennis vid olympiska sommarspelen 2008

Herrar
| Idrottare        | Gren   | Grundomgång          | Omgång 1             | Omgång 2             | Omgång 3             | Omgång 4             | Kvartsfinal          | Semifinal            | Final                |
| Idrottare        | Gren   | Motståndare Resultat | Motståndare Resultat | Motståndare Resultat | Motståndare Resultat | Motståndare Resultat | Motståndare Resultat | Motståndare Resultat | Motståndare Resultat |
| ---------------- | ------ | -------------------- | -------------------- | -------------------- | -------------------- | -------------------- | -------------------- | -------------------- | -------------------- |
| Dexter St. Louis | Singel | Peng (CAN) L 0-4     | Gick inte vidare     | Gick inte vidare     | Gick inte vidare     | Gick inte vidare     | Gick inte vidare     | Gick inte vidare     | Gick inte vidare     |

## Friidrott
- Huvudartikel: Friidrott vid olympiska sommarspelen 2008

Förkortningar
- Noteringar – Placeringarna avser endast löparens eget heat
- Q = Kvalificerad till nästa omgång
- q = Kvalificerade sig till nästa omgång som den snabbaste idrottaren eller, i fältgrenarna, via placering utan att uppnå kvalgränsen.
- NR = Nationellt rekord
- N/A = Omgången ingick inte i grenen
- Bye = Idrottaren behövde inte delta i denna omgång

Herrar
Bana och landsväg
| Idrottare                                                                        | Gren       | Heat     | Heat      | Kvartsfinal | Kvartsfinal | Semifinal        | Semifinal        | Final            | Final            |
| Idrottare                                                                        | Gren       | Resultat | Placering | Resultat    | Placering   | Resultat         | Placering        | Resultat         | Placering        |
| -------------------------------------------------------------------------------- | ---------- | -------- | --------- | ----------- | ----------- | ---------------- | ---------------- | ---------------- | ---------------- |
| Darrel Brown                                                                     | 100 m      | 10.22    | 3 Q       | 10.93       | 8           | Gick inte vidare | Gick inte vidare | Gick inte vidare | Gick inte vidare |
| Marc Burns                                                                       | 100 m      | 10.46    | 2 Q       | 10.05       | 1 Q         | 9.97             | 3 Q              | 10.01            | 7                |
| Richard Thompson                                                                 | 100 m      | 10.24    | 1 Q       | 9.99        | 1 Q         | 9.93             | 2 Q              | 9.89             | 2                |
| Aaron Armstrong                                                                  | 200 m      | 20.57    | 1 Q       | 20.58       | 5           | Gick inte vidare | Gick inte vidare | Gick inte vidare | Gick inte vidare |
| Rondell Sorillo                                                                  | 200 m      | 20.58    | 1 Q       | 20.63       | 4           | Gick inte vidare | Gick inte vidare | Gick inte vidare | Gick inte vidare |
| Ato Modibo                                                                       | 400 m      | 45.63    | 5         | i.u.        | i.u.        | Gick inte vidare | Gick inte vidare | Gick inte vidare | Gick inte vidare |
| Renny Quow                                                                       | 400 m      | 45.13    | 2 Q       | i.u.        | i.u.        | 44.82            | 4 q              | 45.22            | 7                |
| Mikel Thomas                                                                     | 110 m häck | 13.69    | 6 q       | 13.62       | 6           | Gick inte vidare | Gick inte vidare | Gick inte vidare | Gick inte vidare |
| Aaron Armstrong* Keston Bledman Marc Burns Emmanuel Callander** Richard Thompson | 4 x 100 m  | 38.26    | 1 Q       | i.u.        | i.u.        | i.u.             | i.u.             | 38.06            | 1                |
| Cowin Mills Ato Modibo Jovon Toppin Stan Waithe                                  | 4 x 400 m  | 3:04.12  | 5         | i.u.        | i.u.        | i.u.             | i.u.             | Gick inte vidare | Gick inte vidare |

Damer
Bana & landsväg
| Idrottare                                                       | Gren       | Heat     | Heat      | Kvartsfinal | Kvartsfinal | Semifinal        | Semifinal        | Final            | Final            |
| Idrottare                                                       | Gren       | Resultat | Placering | Resultat    | Placering   | Resultat         | Placering        | Resultat         | Placering        |
| --------------------------------------------------------------- | ---------- | -------- | --------- | ----------- | ----------- | ---------------- | ---------------- | ---------------- | ---------------- |
| Kelly Ann Baptiste                                              | 100 m      | 11.39    | 2 Q       | 11.42       | 6           | Gick inte vidare | Gick inte vidare | Gick inte vidare | Gick inte vidare |
| Semoy Hackett                                                   | 100 m      | 11.53    | 4 q       | 11.46       | 6           | Gick inte vidare | Gick inte vidare | Gick inte vidare | Gick inte vidare |
| Sasha Springer-Jones                                            | 100 m      | 11.55    | 5 q       | 11.71       | 8           | Gick inte vidare | Gick inte vidare | Gick inte vidare | Gick inte vidare |
| Aleesha Barber                                                  | 100 m häck | 13.01 NR | 4         | i.u.        | i.u.        | Gick inte vidare | Gick inte vidare | Gick inte vidare | Gick inte vidare |
| Josanne Lucas                                                   | 400 m häck | 57.76    | 6         | i.u.        | i.u.        | Gick inte vidare | Gick inte vidare | Gick inte vidare | Gick inte vidare |
| Kelly-Ann Baptiste Semoy Hackett Ayanna Hutchinson Wanda Hutson | 4 x 100 m  | DNF      | DNF       | i.u.        | i.u.        | i.u.             | i.u.             | Gick inte vidare | Gick inte vidare |

Fältgrenar
| Idrottare             | Gren          | Kval  | Kval      | Final            | Final            |
| Idrottare             | Gren          | Längd | Placering | Längd            | Placering        |
| --------------------- | ------------- | ----- | --------- | ---------------- | ---------------- |
| Rhonda Watkins        | Längdhopp     | 5.88  | 37        | Gick inte vidare | Gick inte vidare |
| Cleopatra Borel-Brown | Kulstötning   | 17.96 | 17        | Gick inte vidare | Gick inte vidare |
| Candice Scott         | Släggkastning | 63.03 | 40        | Gick inte vidare | Gick inte vidare |

## Simning
- Huvudartikel: Simning vid olympiska sommarspelen 2008

## Skytte
- Huvudartikel: Skytte vid olympiska sommarspelen 2008